# یاکوبین
یاکوبین (به لاتین: Jakubin) یک روستا در لهستان است که در گمینا گرودک واقع شده‌است.